# Giải tưởng niệm Thorolf Rafto

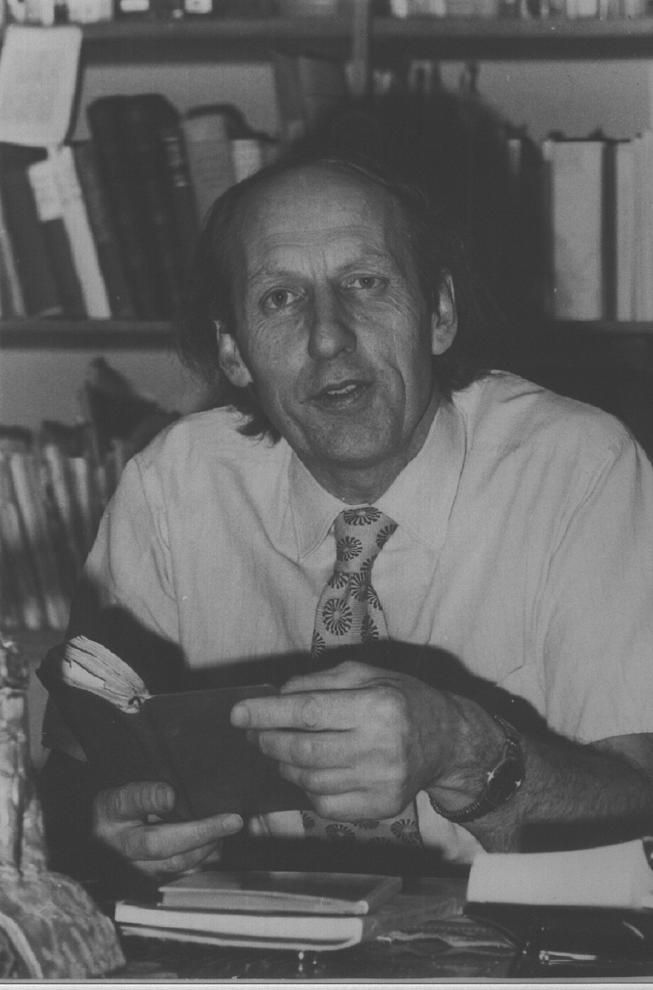
Thorolf Rafto

Giải tưởng niệm Thorolf Rafto là một giải thưởng nhân quyền được thành lập để tưởng niệm giáo sư Thorolf Rafto, nhà hoạt động nhân quyền người Na Uy. Giải này được Quỹ Rafto cho Nhân quyền trao hàng năm, dựa trên truyền thống nhân đạo của Thỏa ước Helsinki nhằm xúc tiến các quyền căn bản của con người và sự tự do chính trị cùng trí tuệ. Ngày nay, Quỹ này có trụ sở ở "Nhà Nhân quyền" của Bergen, Na Uy.
Nhiệm vụ chủ yếu của Quỹ là tổ chức lễ trao giải - được thực hiện bởi một đội nhỏ nhân viên chuyên nghiệp cùng những người tự nguyện. Lễ trao giải thưởng hàng năm diễn ra ở Nhà hát quốc Gia của Bergen trong tháng 11.
Ý tưởng ban đầu của Giải này là cung cấp một nền tảng thông tin cơ bản cho những người đoạt giải, có thể giúp họ nhận được sự quan tâm hơn từ các phương tiện truyền thông quốc tế và sự hỗ trợ từ các tổ chức chính trị và phi chính trị. Bằng cách trao "Giải tưởng niệm Thorolf Rafto", Quỹ Nhân quyền Rafto tìm cách mang lại sự chú ý đến các tiếng nói độc lập, không phải luôn luôn được các chế độ áp bức và tham nhũng lắng nghe. Ví dụ, có bốn người đoạt giải này sau đó đã nhận được thêm sự hỗ trợ quốc tế và đã được trao giải Nobel Hòa bình. Bà Aung San Suu Kyi, Jose Ramos-Horta, Kim Dae-jung và Shirin Ebadi đã được trao giải này trước giải Nobel Hòa bình.

## Lịch sử
Thorolf Rafto là giáo sư môn lịch sử kinh tế ở "Trường Cao đẳng Thương mại Na Uy" tại Bergen. Ông cũng nổi tiếng về hoạt động chính trị ở Đông Âu, đặc biệt ở Hungary, Tiệp Khắc và Ba Lan.
Trong một chuyến viếng thăm thành phố Praha năm 1979 để giảng bài cho các sinh viên bị loại khỏi các trường đại học vì lý do chính trị, Rafto đã bị bắt giữ và bị công an cộng sản đánh đập thô bạo. Bị các tổn thương mạnh khiến sức khỏe của ông bị suy yếu đáng kể. Ngày 04 tháng 11 năm 1986 Thorolf Rafto đã từ trần.
Mặc dù Rafto đã qua đời, nhưng các bạn bè và đồng nghiệp của ông đã nhất trí thiết lập một quỹ để có thể tiếp tục công việc của Rafto như xúc tiến các quyền tự do ngôn luận và quyền bày tỏ về chính trị ở Đông Âu. Họ cũng quyết định đưa ra một giải thưởng cho các nhà hoạt động nhân quyền.
Tuy nhiên, sự sụp đổ của Bức màn sắt và việc dân chủ hóa các quốc gia Đông Âu sau đó, đã khiến người ta xem xét lại điều lệ của Quỹ này. Trong khi đó Quỹ đã mở ra các khả năng mới để làm việc với các vùng địa lý khác trong việc thúc đẩy gia tăng nhân quyền. Ngay từ năm 1990, giải này đã được trao cho bà Aung San Suu Kyi, một nhà lãnh đạo dân chủ người Myanma, người mà trong năm sau (1991) đã đoạt được giải Nobel Hòa bình cho cuộc đấu tranh không bạo động cho dân chủ và nhân quyền của bà.
Trong những năm đầu, Quỹ này được đặt tại Trường Cao đẳng Thương mại Na Uy tại Bergen. Từ năm 1997, trụ sở Quỹ đã được chuyển tới Nhà Nhân quyền của Bergen, Na Uy.

## Lễ trao giải
Giải tưởng niệm Thorolf Rafto được trao hàng năm vào ngày chúa nhật thứ nhất trong tháng 11, và từ năm 1990, buổi lễ chính thức diễn ra ở Nhà hát quốc gia Bergen. Trong số các quan khách mời, có các đại diện chính phủ Na Uy, thị xã Bergen, các giảng viên và giáo sư đại học, những người ủng hộ, các thành viên Quỹ Rafto và thân nhân thuộc gia đình Rafto.

## Tiêu chuẩn và Quá trình đề cử
Thời hạn chót cho việc đề cử hang năm là ngày 1 tháng 4. Các tổ chức tự nguyện, các viện và các cá nhân trên khắp thế giới, có kiến thức hoặc quan tâm tới nhân quyền, đều có thể đề cử ứng viên cho giải này. Những người đã đoạt giải trước đây cũng có thể đề cử ứng viên. Tuy nhiên các ứng cử viên tự đề cử hoặc do nhân viên của họ hoặc bởi các sĩ quan danh dự đề cử sẽ không được xem xét.
Sau thời hạn này, tất cả các đề cử đều được Ủy ban giải thưởng xem xét cẩn thận, và quyết định cuối cùng thường được đưa ra tại cuộc họp báo tại Nhà Rafto vào tháng Chín

## Danh sách các người đoạt giải
| Năm  | Người đoat giải                                                         | Nước                   |
| ---- | ----------------------------------------------------------------------- | ---------------------- |
| 2014 | Agora                                                                   | Nga                    |
| 2013 | Bahrain Centre for Human Rights                                         | Bahrain                |
| 2012 | Nnimmo Bassey                                                           | Nigeria                |
| 2011 | Tổ chức Sexual Minorities Uganda (SMUG) và người lãnh đạo Frank Mugisha | Uganda                 |
| 2010 | Giám mục José Raúl Vera López                                           | Mexico                 |
| 2009 | Malahat Nasibova                                                        | Azerbaijan             |
| 2008 | Pastor Bulambo Lembelembe Josué                                         | Cộng hòa Dân chủ Congo |
| 2007 | National Campaign on Dalit Human Rights                                 | Ấn Độ                  |
| 2006 | Thích Quảng Độ                                                          | Việt Nam               |
| 2005 | Lidia Yusupova                                                          | Nga                    |
| 2004 | Rebiya Kadeer                                                           | Trung Quốc             |
| 2003 | Paulos Tesfagiorgis                                                     | Eritrea                |
| 2002 | Sidi Mohammed Daddach                                                   | Tây Sahara             |
| 2001 | Shirin Ebadi                                                            | Iran                   |
| 2000 | Kim Dae-jung                                                            | Nam Triều Tiên         |
| 1999 | Gennady Grushevoy                                                       | Belarus                |
| 1998 | ECPAT                                                                   | Thái Lan               |
| 1997 | Dân Romani, do Ian Hancock đại diện                                     | Người Romani           |
| 1996 | Palermo Anno Uno                                                        | Ý                      |
| 1995 | Liên minh Ủy ban các bà mẹ binh sĩ của Nga                              | Nga                    |
| 1994 | Leyla Zana                                                              | Thổ Nhĩ Kỳ             |
| 1993 | Nhân dân Đông Timor, do José Ramos-Horta đại diện                       | Đông Timor             |
| 1992 | Preah Maha Ghosananda                                                   | Campuchia              |
| 1991 | Jelena Bonner                                                           | Nga                    |
| 1990 | Aung San Suu Kyi                                                        | Myanmar                |
| 1989 | Doina Cornea FIDESZ (Dr Peter Molnar)                                   | Romania · Hungary      |
| 1988 | Trivimi Velliste                                                        | Estonia                |
| 1987 | Jiří Hájek                                                              | Tiệp Khắc              |